# Edith Lechtape
Edith Lechtape (* 20. November 1921 in Herne, Westfalen; † 14. August 2001 in Straßburg) war eine deutsche Schauspielerin und Fotokünstlerin.

## Biografie
Nach einer privaten Schauspielausbildung bei Heinz Moog trat Edith Lechtape im Mai 1941 ihr erstes Engagement beim „Deutschen Theater Lille“ im damals deutsch besetzten Frankreich an. Nach dem Kriegsende war sie als Schauspielerin in Weimar und Dresden tätig. Mit dem ehemaligen Theaterregisseur und Schauspieler Peter Hehn, der ab 1951 in Düsseldorf als Geschäftsmann tätig war, war sie von 1953 bis zu dessen Tod verheiratet. Neben Theaterengagements in Osnabrück, Bremen, Bonn, Essen und anderswo arbeitete Edith Lechtape bei diversen Film- und Hörspiel-Produktionen mit, so 1954 unter der Regie von Eduard Hermann in dem Paul-Temple-Hörspiel Paul Temple und der Fall Jonathan  von Francis Durbridge mit René Deltgen, Annemarie Cordes und Kurt Lieck in den Hauptrollen.
Über ihren Stiefsohn Roland Hehn lernte sie den Filmemacher und Produzenten Anton Weber kennen, der unter anderem bei der UFA als Filmarchitekt tätig war. Nach dem Tode Peter Hehns 1964 begann sie Ende der 1960er Jahre mit Weber eine intensive Zusammenarbeit. In ihrem „laboratoire imagier“ in Fréland in den Vogesen schufen sie innovative experimentelle Fotokunst. Es folgten Ausstellungen ab 1974 in Deutschland und Frankreich.
Nach Webers Tod 1979 setzte Edith Lechtape die fotokünstlerische Arbeit alleine fort. Im Jahr 1988 zog sie nach Straßburg um. In ihrer letzten umfangreichen Serie Gossenportraits fotografierte sie Collagen aus Bedrucktem, das meistens schon einmal weggeworfen worden war (z. B. Porträt-Fetzen, knittrige Papierreste, zerknautschte Plastikfolien).

## Filmografie
- 1971: Die Frau in Weiß (Fernseh-Dreiteiler)
- 1981: Macumba (Experimental-Spielfilm) von Elfi Mikesch

## Theater
- 1948: James Gow: Tiefe Wurzeln (Alice) – Regie: Paul Lewitt (Volksbühne Dresden)

## Veröffentlichungen
- Hans-Jürgen Tast (Hrsg.): Edith Lechtape. Gossenportraits. Fotoarbeiten 1990 - 1996. Schellerten 1996, ISBN 3-88842-202-7.
- Ville de Coudekerque-Branche (Hrsg.): Festival International de la Photographie. Coudekerque-Branche 2001 (z.m.a.F.).
- Cornelia Kremp und Susanne Witzgall (Hrsg.): Das zweite Gesicht. Metamorphosen des fotografischen Porträts/The Other Face. Metamorphoses of the Photographic Portrait. München, Berlin, London, New York 2002 (z.m.a.F.).
- Hans-Jürgen Tast (Hrsg.): Anton Weber. Der Kunstfotograf. Hörspiel und Porträt-Aufnahmen. Schellerten 2004 (z.m.a.K.), ISBN 3-88842-025-3.
- Hans-Jürgen Tast (Hrsg.): Eve of Destruction. Draußen ist Krieg, drinnen auch. Schellerten 2005 (z.m.a.K.), ISBN 3-88842-029-6.
- Hans-Jürgen Tast (Hrsg.): Edith Lechtape. Schauspielerin - Photobildnerin. 1921 - 2001. Schellerten 2007, ISBN 3-88842-032-6.